# Ethan Embry
Ethan Embry (født Ethan Randall 13 juni 1978 i Huntington Beach, Californien) er en amerikansk skuespiller.
Embry startede sin karriere som skuespiller, da han var 13 år i filmen "All I Want For Christmas", som blev indspillet i 1991. 

## Privat
Han blev gift med Amelinda Smith den 14. november 1998. De fik drengen Cogeian Sky Embry sammen 10. december 1999.
I 2002 blev Embry og Smith dog skilt.
Derefter blev Ethan forlovet med skuespilleren Katharine Towne. Dette forhold holdt dog ikke særligt længe, og i 2005 blev Embry gift med skuespilleren Sunny Mabrey.

## Filmografi
- Eagle Eye (2008)
- Vacancy (2007)
- Pizza (2005)
- Celeste In The City (2004)
- Harold & Kumar Go to White Castle (2004)
- Standing Still (2004)
- Life on Liberty Street (2004)
- Stealing Time (2003)
- Timeline (2003)
- They (2002)
- Manfast (2002)
- Sweet Home Alabama (2002)
- Male Order (2001)
- Ball in the House (2001)
- Rennie's Landing (2001)
- Who Is A.B.? (2001)
- Freaky Links TV Series (2000)
- The Independent (2000)
- Disturbing Behavior (1998)
- Can't Hardly Wait (1998)
- Dancer, Texas Pop. 81 (1998)
- How to Make the Cruelest Month (1998)
- Montana (1998)
- Vegas Vacation (1997)
- That Thing You Do! (1996)
- White Squall (1996)
- Spider-Man: The New Animated Series as Max Dillon/Electro